# قانون تجارت برده مصوب ۱۸۰۷

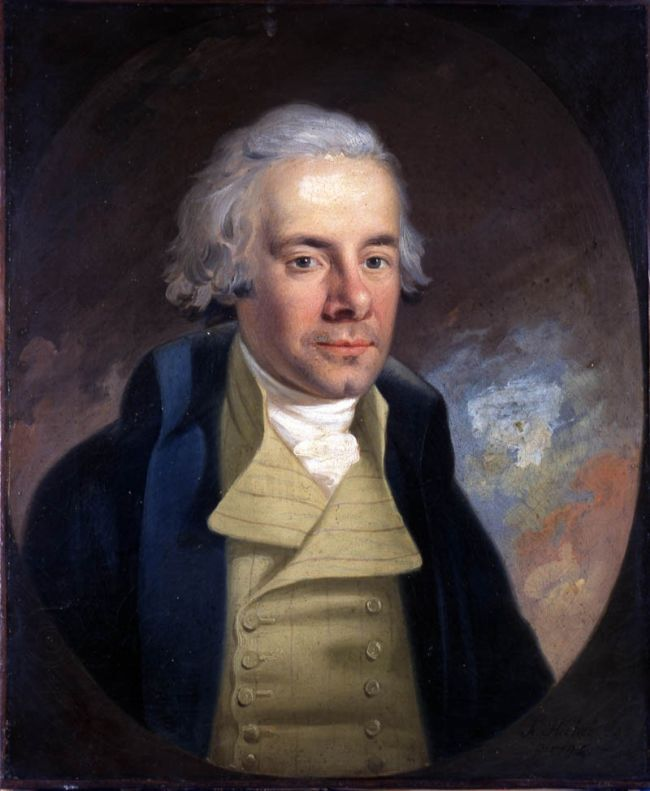
ویلیام ویلبرفورس، رهبر کارزار لغو تجارت برده در بریتانیا.

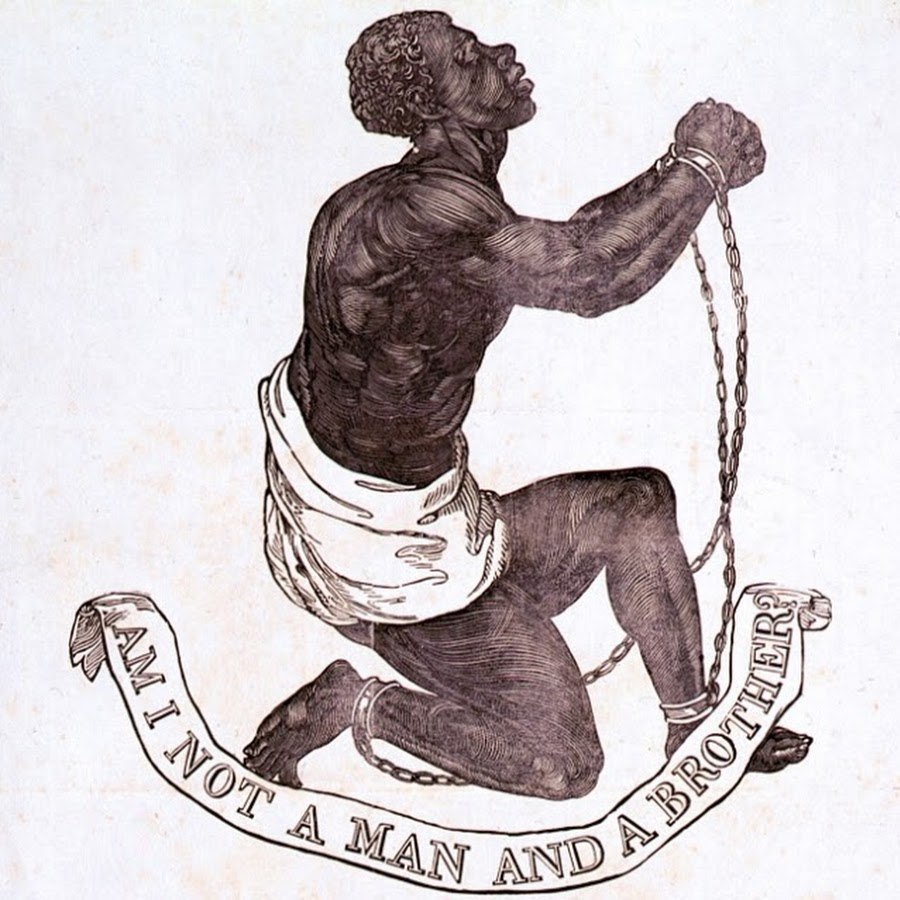
مدال ضدّ برده‌داری Wedgwood که در چارچوب کارزار لغو برده‌برداری، در سال ۱۷۸۷ توسط جوزیا وج‌وود طراحی شده بود.

قانون تجارت برده مصوب ۱۸۰۷، که رسماً قانون لغو تجارت برده خوانده می‌شود، قانون مصوب مجلس بریتانیا بود که تجارت برده در امپراتوری بریتانیا را ممنوع می‌کرد. اگرچه این قانون عمل برده‌داری را لغو نکرد، اما بریتانیا را تشویق کرد تا سایر کشورها را تحت فشار قرار دهد تا تجارت برده را لغو کنند.
بسیاری از حامیان کارزار ضدّ برده‌داری گمان می‌کردند که این قانون به برده‌داری پایان خواهد داد. برده‌داری در خاک انگلیس، مبنایی در قوانین این کشور نداشت و این موضوع در سال ۱۷۷۲ در حکم صادرشده برای «پرونده سامرست» هم تأیید شده بود، اما برده‌داری کماکان در بخش اعظم امپراتوری بریتانیا قانونی باقی ماند تا آنکه در سال ۱۸۳۳ با تصویب قانون لغو برده‌داری برای همیشه لغو گردید.

## زمینه
چنان‌که مارتین مردیت، مورخ بریتانیایی، نوشته‌است: «در دهه ۱۷۹۱ تا ۱۸۰۰ میلادی، کشتی‌های بریتانیایی حدود ۱۳۴۰ سفر از این سو به آن سوی اقیانوس اطلس انجام دادند و نزدیک به ۴۰۰٬۰۰۰ برده را جابه‌جا کردند. بین سال‌های ۱۸۰۱ تا ۱۸۰۷، کشتی‌های بریتانیایی ۲۶۶٬۰۰۰ برده دیگر را حمل کردند. تجارت برده، یکی از سودآورترین کسب‌وکارهای بریتانیا بود».
در سال ۱۷۸۷، گروهی از مسیحیان پروتستان اونجلیکال انگلیس با کوئیکرها متحد شدند و کمیته لغو تجارت برده را تشکیل دادند تا بتوانند مخالفت مشترک خود با برده‌داری و تجارت برده را پیگیری کنند. کوئیکرها از دیرباز برده‌داری را امری ضداخلاقی و آفتی برای بشریت می‌دانستند. تا سال ۱۸۰۷، گروه‌های حامی لغو برده‌داری در بریتانیا توانسته بودند تعداد زیادی از نمایندگان همفکر خود در پارلمان بریتانیا را جلب کنند و جناح تأثیرگذاری در پارلمان بسازند. آنها در اوج موفقیت خود ۳۵ تا ۴۰ کرسی پارلمان را در اختیار داشتند. اعضای این ائتلاف به نام «قدیسان» (Saints) شناخته می‌شدند و رهبری آنها برعهده مشهورترین مخالف برده‌داری در بریتانیا یعنی ویلیام ویلبرفورس بود. ویلبرفورس در سال ۱۷۸۷، پس از خواندن شواهد و مدارکی که توماس کلارکسون علیه تجارت برده جمع‌آوری کرده بود، تصمیم گرفت این کارزار لغو برده‌داری را به‌طور جدی پیگیری کند. این نمایندگان پارلمان به خدمات و مشورت‌های حقوقی جیمز استیون (برادرزن ویلبرفورس) هم دسترسی داشتند. اغلب آنها مبارزه شخصی‌شان با برده‌داری را نوعی جنگ صلیبی به دستور خداوند تلقی می‌کردند. در روز یکشنبه ۲۸ اکتبر ۱۷۸۷، ویلبرفورس در دفتر خاطراتش نوشت: «خداوند متعال دو هدف بزرگ را پیش روی من قرار داده‌است، محو برده‌داری و اصلاح رسوم».
در ۲ آوریل ۱۷۹۲، ویلبرفورس طرحی را در مجلس عوام بریتانیا مطرح کرد که مقرر می‌داشت «تجارتی که توسط اتباع بریتانیا به منظور به‌دست‌آوردن برده در سواحل آفریقا انجام می‌شود باید لغو گردد». او در سال ۱۷۹۱ طرح مشابهی را در مجلس مطرح کرده بود که با ۱۶۳ رأی مخالف و ۸۸ رأی مخالف به شکست انجامیده بود. هنری دونداس در آن رأی‌گیری حضور نداشت اما وقتی در سال ۱۷۹۲ این طرح دوباره پیش روی نمایندگان مجلس قرار گرفت، دونداس طوماری از طرف ساکنان ادینبرا ارائه کرد که حمایت آنان از لغو برده‌داری را نشان می‌داد. او سپس موافقت اصولی خود با پیشنهاد ویلبرفورس را تأیید کرد و گفت: «نظر من همواره مخالف با تجارت برده بوده‌است». با این حال، او استدلال کرد که رأی‌گیری برای لغو فوری تجارت برده بی‌اثر خواهد بود چون نمی‌تواند از این امر جلوگیری کند که تاجران کشورهای دیگر فوراً وارد بازی شده و جای خالی تاجران بریتانیایی را در این تجارت پر کنند. او اعتقاد داشت که «این تجارت باید در نهایت لغو گردد، اما با اقدامات معتدل». او پیشنهاد کرد طرح ویلبرفورس برای لغو برده‌داری اصلاح شده و کلمه «تدریجی» به آن اضافه گردد که این اصلاحیه با ۱۹۲ رأی موافق و ۱۲۵ رأی مخالف به تصویب رسید. پس از آن، طرح اصلاح‌شده ویلبرفورس با ۲۳۰ رأی موافق و ۸۵ رأی مخالف تصویب شد. دونداس اصرار داشت که لغو تجارت برده، باید وابسته به کسب حمایت قانونگذاران مستعمره‌نشین‌های هند غربی و اجرایی‌شدن قوانین مربوط به بهبود وضع بردگان باشد. در مقابل، طرفداران لغو برده‌داری استدلال می‌کردند که قانونگذاران هند غربی هرگز حاضر به حمایت از چنین اقداماتی نخواهند شد و وابسته‌کردن لغو تجارت برده به اجرای اصلاحات استعماری، این هدف را تا زمان نامعلومی به تأخیر خواهد انداخت.
سه هفته پس از رأی‌گیری، دونداس پیش‌نویس چند مصوبه را در مجلس مطرح کرد که برنامه‌ای برای لغو تدریجی تجارت برده تا پایان سال ۱۷۹۹ ارائه می‌کرد. او در آن زمان به مجلس گفت که اجرای فوری لغو تجارت برده باعث می‌شود تاجران و زمین‌داران هند غربی، تجارت برده را «به شیوه‌ای متفاوت و از مجاری دیگر» ادامه دهند. او استدلال می‌کرد که «اگر کمیته با زمان پیشنهادی موافقت کند، ممکن است تجارت برده لغو شود؛ اما برعکس، اگر این نظر رعایت نشود، حتی فرزندان متولدنشده آنها هم شاهد پایان این تجارت نخواهند بود». در نهایت نمایندگان مجلس به پایان تجارت برده تا پایان سال ۱۷۹۶ رأی مثبت دادند و دو پیشنهاد دیگر مبنی بر پایان تجارت برده تا سال ۱۷۹۵ و ۱۷۹۴ رأی نیاورد. مجلس سپس مصوبات پیشنهادی دونداس را اصلاح کرد و سال هدف را به ۱۷۹۶ تغییر داد. این طرح و مصوبه‌ها در مجلس اعیان بریتانیا به تأیید نرسیدند و مجلس اعلام کرد که تصمیم‌گیری دربارهٔ آنها را به جلسه مورخ ۵ ژوئن ۱۷۹۲ موکول می‌کند اما هرگز به بررسی آنها نپرداخت.
به دلیل موقعیت متزلزل کابینه لرد گرنویل، تعداد طرفداران کارزار لغو تجارت برده افزایش یافت. گرنویل شخصاً رهبری مبارزه برای تصویب این قانون در مجلس اعیان را به دست گرفت و در مجلس عوام هم وزیر امور خارجه او، لرد هاویک (چارلز گری، بعدها ارل گری) این هدف را رهبری می‌کرد. رویدادهای دیگری هم در این ماجرا دخیل بودند از جمله تصویب مصوبه‌های اتحاد ۱۸۰۰ که ۱۰۰ نماینده ایرلندی را وارد پارلمان کرد و اغلب آنها طرفدار لغو تجارت برده بودند. پیش‌نویس قانون اولین بار در ژانویه ۱۸۰۷ تقدیم پارلمان و در ۱۰ فوریه ۱۸۰۷ تقدیم مجلس عوام شد. در ۲۳ فوریه ۱۸۰۷، بیست سال پس از آغاز این جنگ صلیبی به دست ویلبرفورس، او و همراهانش پاداش خود را با پیروزی گرفتند. پس از بحثی که ده ساعت به طول انجامید، مجلس با دومین ویراست قانون لغو تجارت برده در اقیانوس اطلس موافقت کرد و این قانون با اکثریت خیره‌کننده ۲۸۳ رأی موافق در مقابل ۱۶ رأی مخالف به تصویب رسید. این قانون در ۲۵ مارس ۱۸۰۷ به توشیح ملوکانه رسید و در ۱ مه ۱۸۰۷ لازم‌الاجرا شد. با این حال، یک کشتی تجارت برده به نام Kitty's Amelia مجوزهای لازم را در ۲۷ آوریل دریافت کرده بود و توانست در ۲۷ ژوئیه سفر خود را به‌طور قانونی آغاز کند. این آخرین سفر یک کشتی بریتانیایی برای تجارت برده بود.
تمامی این ماجراها در پس‌زمینه جنگ ائتلاف چهارم اتفاق افتاد. در آخرین ماه‌های سال ۱۸۰۶، ناپلئون بناپارت پیروزی بزرگی به دست آورد. او قدرت نظامی پروس را در هم شکست، وارد پایتخت این کشور یعنی برلین شد و با صدور فرمان برلین، نظام محاصره قاره‌ای را به اجرا گذاشت. هدف علنی این نظام محاصره، تضعیف اقتصاد بریتانیا از طریق بستن مرزهای تحت کنترل فرانسه به روی تجارت با بریتانیا بود. در اصل، انقلاب فرانسه برده‌داری را ملغی کرده بود اما ناپلئون، علیرغم آنکه مدعی تدوام میراث انقلاب بود، در سال ۱۸۰۲ گامی واپس‌گرایانه برداشت و برده‌داری را به مستعمرات فرانسه بازگرداند؛ بنابراین بریتانیا می‌توانست با لغو برده‌داری، دست‌کم موضع اخلاقی برتری نسبت به دشمن فرانسوی خود داشته باشد.

## ملل دیگر
پارلمان کانادای علیا در آمریکای شمالی بریتانیا (کانادای امروز) قانون ممنوعیت برده‌داری را در ۱۷۹۳ تصویب کرد. این کشور بردگانی را که به انتخاب خود یا به اجبار به آنجا مهاجرت کرده بودند و همچنین فرزندان زنان برده که به سن ۲۵ سالگی رسیده بودند را آزاد اعلام کرد اما بردگان ساکن این کشور را آزاد نکرد. در سال ۱۸۰۵ شورای خصوصی بریتانیا دستوری صادر کرد که به موجب آن، واردات بردگانی که از فرانسه و هلند گرفته شده بودند، به مستعمرات بریتانیا محدود می‌شد. پس از تصویب قانون ۱۸۰۷، بریتانیا از نفوذ دیپلماتیک خود برای تحت فشار قرار دادن سایر کشورها برای پایان‌دادن به فعالیت در تجارت برده استفاده کرد. با امضای معاهده انگلیس-پرتغال در سال ۱۸۱۰، پادشاهی پرتغال موافقت کرد که تجارت برده به مستعمراتش را محدود کند. پیرو امضای معاهده انگلیس-سوئد در سال ۱۸۱۳، سوئد تجارت برده را در کشور خود ممنوع کرد. با امضای پیمان پاریس در سال ۱۸۱۴، فرانسه با بریتانیا توافق کرد که تجارت برده «مغایر اصول عدالت طبیعی» است و پذیرفت که مشارکت خود در تجارت برده را ظرف پنج سال لغو کند. پس از امضای معاهده انگلیس-هلند در سال ۱۸۱۴، هلند تجارت برده را غیرقانونی اعلام کرد و معاهده ۱۸۱۷ بین انگلیس و اسپانیا هم اسپانیا را فرامی‌خواند تا تجارت برده خود را تا سال ۱۸۲۰ از میان بردارد.
ایالات متحده آمریکا قانون ممنوعیت واردات برده را در ۲ مارس ۱۸۰۷، تقریباً همزمان با بریتانیا، به تصویب رساند. البته آمریکا به موجب این قانون فقط تجارت برده در اقیانوس اطلس را لغو می‌کرد و تجارت برده در داخل آمریکا را تغییری نداد. در همین حال، لغو تجارت بین‌المللی برده از سوی آمریکا منجر به ایجاد بازار تجارت برده در سواحل شرقی ایالات متحده شده بود. بند ۱ از بخش ۹ ماده ۱ قانون اساسی آمریکا، تعطیلی تجارت برده را تا ۲۰ سال بعد از تصویب قانون اساسی یعنی تا سال ۱۸۰۸ ممنوع کرده بود. قانون ممنوعیت واردات برده یک سال زودتر از این موعد یعنی در ۱۸۰۷ تصویب شد و با توجه به پایان‌گرفتن انگیزه‌های اقتصادی تجارت برده، از یکسو تجارت برده و از سوی دیگر اتحاد جریان‌های سیاسی علیه تجارت برده، شدت گرفت.

## اجرای قانون
این قانون برای ناخداهای کشتی که به تجارت برده ادامه می‌دادند جریمه‌هایی در نظر گرفته بود. به ازای هر یک برده، ناخدای کشتی می‌توانست تا سقف ۱۰۰ پوند جریمه شود. ناخداها گاهی با دیدن کشتی‌های نیروی دریایی بریتانیا، بردگان را به دریا می‌ریختند تا جریمه نشوند. نیروی دریایی بریتانیا که در آن زمان دریاهای جهان را تحت کنترل خود داشت، در سال ۱۸۰۸ «اسکادران آفریقای غربی» را ایجاد کرد که در سواحل غرب آفریقا گشت می‌زدند، و بین سال‌های ۱۸۰۸ تا ۱۸۶۰ این اسکادران حدود ۱۶۰۰ کشتی حمل برده را توقیف و ۱۵۰٬۰۰۰ هزار آفریقایی اسیر در این کشتی‌ها را آزاد کردند. نیروی دریایی بریتانیا اعلام کرد که با کشتی‌های مخصوص حمل‌ونقل برده مانند کشتی دزدان دریایی رفتار خواهد کرد. بریتانیا همچنین با بیش از ۵۰ حاکم آفریقایی معاهداتی علیه برده‌داری امضا کرد.
در دهه ۱۸۶۰، گزارش‌های دیوید لیوینگستون از جنایت‌هایی که در جریان تجارت برده توسط اعراب در شرق آفریقا رخ می‌داد، توجه عموم را در بریتانیا برانگیخت و به جنبش لغو برده‌داری جان تازه‌ای بخشید. نیروی دریایی بریتانیا در طول دهه ۱۸۷۰ کوشید تا «این تجارت شنیع» در شرق آفریقا را سرکوب کند، به ویژه در زنگبار. در سال ۱۸۹۰، بریتانیا کنترل جزیره مهم و استراتژیک هلیگولند در دریای شمال را بهآلمان واگذار کرد و در ازای آن کنترل زنگبار را گرفت تا علاوه بر اهداف دیگر، ممنوعیت تجارت برده در این منطقه را اجرایی کند.